# کوچیووکی (استان وارمی-ماسوری)
کوچیووکی (به لهستانی:  Kociołki) یک روستا در لهستان است که در گمینا دوبنگنکی واقع شده‌است.